# Z Crucis
Z Crucis är en halvregelbunden variabel (SRA) i stjärnbilden Södra korset.
Stjärnan varierar mellan fotografisk magnitud +10,8 och 13,5 med en period av 341 dygn.